# Kanton Denain (bis 2015)
Der Kanton Denain war von 1887 bis 2015 ein französischer Wahlkreis im Arrondissement  Valenciennes, im Département Nord und in der Region Nord-Pas-de-Calais. Sein Hauptort war Denain.

## Gemeinden
Der Kanton bestand aus sieben Gemeinden:
| Gemeinde               | Einwohner Jahr | Fläche km² | Bevölkerungsdichte | Code INSEE | Postleitzahl |
| ---------------------- | -------------- | ---------- | ------------------ | ---------- | ------------ |
| Abscon                 | 4.315 (2013)   | 7,27       | 594 Einw./km²      | 59002      | 59215        |
| Denain                 | 20.549 (2013)  | 11,52      | 1.784 Einw./km²    | 59172      | 59220        |
| Douchy-les-Mines       | 10.964 (2013)  | 9,27       | 1.183 Einw./km²    | 59179      | 59282        |
| Escaudain              | 9.214 (2013)   | 9,97       | 924 Einw./km²      | 59205      | 59124        |
| Haveluy                | 3.076 (2013)   | 4,7        | 654 Einw./km²      | 59292      | 59255        |
| Hélesmes               | 1.966 (2013)   | 7,36       | 267 Einw./km²      | 59297      | 59171        |
| Wavrechain-sous-Denain | 1.629 (2013)   | 2,37       | 687 Einw./km²      | 59651      | 59220        |